# Crusea longiflora
Crusea longiflora là một loài thực vật có hoa trong họ Thiến thảo. Loài này được (Willd. ex Roem. & Schult.) W.R.Anderson mô tả khoa học đầu tiên năm 1972.